# Konjak
Konjak (Amorphophallus konjac) is een plant uit de aronskelkfamilie die van nature voorkomt in de warme streken van Japan, China en Indonesië.
Het is een vaste plant met een tot 25 cm brede en 600 g zware wortelknol. Het enkele blad is tot 1,3 m lang, geveerd en verdeeld in meerdere blaadjes. De bloemen zijn verenigd in een bloeikolf, die omringd wordt door een donkerpaars, tot 55 cm lang schutblad (spadix).

## Teelt en gebruik

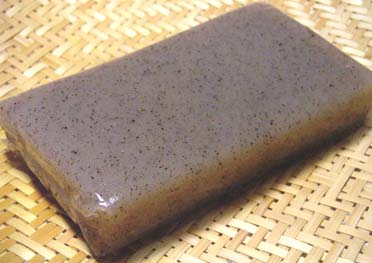
Konnyaku-gel

Konjak wordt in China en Japan gekweekt voor zijn grote, zetmeelhoudende wortelknollen. Uit deze wortelknollen wordt meel en een gel, genaamd konnyaku gemaakt. Deze gel kan dienen als een plantaardig geleermiddel.
In de Japanse keuken wordt konnyaku gebruikt in gerechten zoals oden. Het is typisch grijs gevlekt van kleur en gelatineus van consistentie. Het is voor westerlingen vreemd van smaak. De zeewier-variëteit doet qua smaak aan de zee denken. Het is een laag-energetisch voedingsmiddel, dat meer gewaardeerd wordt vanwege zijn textuur dan zijn smaak.
Japanse konnyaku-gel wordt gemaakt door konnyaku-meel te vermengen met water en een verzadigde calciumhydroxide-oplossing. Vaak wordt hijiki toegevoegd om het mengsel een andere smaak en een donkere kleur te geven. Daarna wordt het mengsel gekookt en hard gemaakt. Konnyaku in noedel-vorm heet "shirataki" en wordt gebruikt in voedingsmiddelen als sukiyaki en gyudon.
Konnyaku wordt ook gebruikt in een vruchtensnack. De snacks worden vaak geëxporteerd door Aziatische landen. Rond 2006 zijn zorgen ontstaan over het risico om in deze snacks te stikken, wat heeft geleid tot het naar de verkooppunten terugroepen van deze snacks in de Verenigde Staten en Canada. In tegenstelling tot gelatine, valt konnyaku niet snel uit elkaar in de mond. Daarom hebben de snacks altijd waarschuwingslabels die ouders er voor waarschuwen dat hun kinderen goed op de snacks moeten kauwen alvorens deze door te slikken.
De gedroogde knollen van de konjak bevat circa 40% glucomannaan-gom. Dit polysacharide zorgt ervoor dat konnyaku zeer stroperig is.
In Japan werd konnyaku eind 1800 toegevoegd aan geldbiljetten om valsemunterij te voorkomen, maar dit werd gestopt toen bruine ratten de biljetten begonnen op te eten.